# Lappisenjärvi
Lappisenjärvi är en sjö i Finland. Den ligger i kommunen Lappajärvi i landskapet Södra Österbotten, i den centrala delen av landet, 400 km norr om huvudstaden Helsingfors. Lappisenjärvi ligger 78,6 meter över havet. Arean är 77,1 hektar och strandlinjen är 3,88 kilometer lång. Sjön  ingår i Purmo å huvudavrinningsområde.   I omgivningarna runt Lappisenjärvi växer i huvudsak blandskog. Den sträcker sig 1,7 kilometer i nord-sydlig riktning, och 0,8 kilometer i öst-västlig riktning.